# Pablatnice (rod Leptolalax)
Leptolalax je žabí rod pablatnic čeledi pablatnicovitých (Megophryidae), který se vyskytuje
v jihovýchodní Asii v Jižní Číně, Vietnamu, Thajsku, Barmě a Malajsii.

## Taxonomie
čeleď Megophryidae (Bonaparte, 1850) – Pablatnicovití
- rod Leptolalax (Dubois, 1980) – pablatnice
  - druh Leptolalax alpinus (Fei, Ye, Huang, 1991) – Pablatnice horská
  - druh Leptolalax arayai (Matsui, 1997)
  - druh Leptolalax bourreti (Dubois, 1983) – Pablatnice Bourretova
  - druh Leptolalax dringi (Dubois, 1987) – Pablatnice Dringova
  - druh Leptolalax fuliginosus (Matsui, 2006)
  - druh Leptolalax gracilis (Günther, 1872) – Pablatnice útlá
  - druh Leptolalax hamidi (Matsui, 1997)
  - druh Leptolalax heteropus (Boulenger, 1900) – Pablatnice malajská
  - druh Leptolalax kajangensis (Grismer, Grismer, Youmans, 2004)
  - druh Leptolalax lateralis (Anderson, 1871)
  - druh Leptolalax liui (Fei and Ye In Fei, Ye, Huang, 1991) – Pablatnice čínská
  - druh Leptolalax maurus (Inger, Lakim, Biun, Yambun, 1997)
  - druh Leptolalax melanolecus (Matsui, 2006)
  - druh Leptolalax nahangensis (Lathrop, Murphy, Orlov, Ho, 1998)
  - druh Leptolalax oshanensis (Liu, 1950)
  - druh Leptolalax pelodytoides (Boulenger, 1893) – Pablatnice bradavčitá
  - druh Leptolalax pictus (Malkmus, 1992) – Pablatnice zdobená
  - druh Leptolalax pluvialis (Ohler, Marquis, Swan, Grosjean, 2000)
  - druh Leptolalax solus (Matsui, 2006)
  - druh Leptolalax sungi (Lathrop, Murphy, Orlov, Ho, 1998)
  - druh Leptolalax tuberosus (Inger, Orlov, Darevsky, 1999)
  - druh Leptolalax ventripunctatus (Fei, Ye, a Li In Fei, Ye a Huang, 1991) – Pablatnice junnanská